# Germán Carty
Germán Carty (* 16. Juli 1968 in San Vicente de Cañete) ist ein peruanischer Fußballspieler. Carty ist am besten für seine Zeit bei CS Cienciano bekannt, mit dem er im Jahr 2003 die Copa Sudamericana gewinnen konnte. Carty hatte mit sechs erzielten Toren großen Anteil an diesem Erfolg, mit seinen Toren wurde er gleichzeitig auch Torschützenkönig in diesem Wettbewerb. Momentan ist er mit 46 Jahren zudem einer der ältesten noch aktiven Profifußballer.

## Karriere

### Verein
Carty begann seine Karriere im Jahr 1992 bei Sport Boys, bei dem er zuvor auch in dessen Jugend gespielt hatte. Über diverse Zwischenstationen in Peru und in Mexiko wechselte er 2002 zu CS Cienciano.

#### Die Zeit bei CS Cienciano
In Cienciano hatte Carty die bisher erfolgreichste Zeit seiner Karriere, in 124 Ligapartien erzielte er 34 Tore und gewann 2003 die Copa Sudamericana mit seinem Verein. Nachdem man im Viertelfinale den FC Santos mit 3:2 und den kolumbianischen Verein Atlético Nacional im Halbfinale mit 3:1 besiegen konnte, gewann man im Finale gegen den argentinischen Rekordmeister CA River Plate; nachdem das Hinspiel noch mit 3:3 ausgegangen war (Carty erzielte das 2:2), gewann Cienciano das Rückspiel mit 1:0 und damit auch den Cup.

#### Legionär
2004 verließ Carty Cienciano und wechselte zu Alianza Lima, konnte hier jedoch nicht mehr an seine Leistung bei Cienciano anknüpfen. In den folgenden Jahren wechselte er den Verein mehrmals und spielte bei den meisten Vereinen nicht länger als ein paar Monate. Zuletzt spielte er für den Atlético Mineiro.

### Nationalmannschaft
Im Zeitraum von 1993 bis 2004 bestritt Carty 25 Spiele und erzielte drei Tore für die peruanische Nationalmannschaft.

#### Tore für Peru
| #  | Datum              | Ort                           | Gegner   | Endergebnis | Resultat | Wettbewerb                                   |
| -- | ------------------ | ----------------------------- | -------- | ----------- | -------- | -------------------------------------------- |
| 1. | 17. Januar 1997    | San Diego, Vereinigte Staaten | USA      | 1:0         | Sieg     | U.S. Cup 1997                                |
| 2. | 6. Juli 1997       | Lima, Peru                    | Bolivien | 2:1         | Sieg     | Fußball-Weltmeisterschaft 1998/Qualifikation |
| 3. | 10. September 1997 | Lima, Peru                    | Uruguay  | 2:1         | Sieg     | Fußball-Weltmeisterschaft 1998/Qualifikation |